# Karen Moe
Karen Moe (Estados Unidos, 22 de enero de 1953) es una nadadora estadounidense retirada especializada en pruebas de estilo mariposa, donde consiguió ser campeona olímpica en 1972 en los 200 metros.

## Carrera deportiva
En los Juegos Olímpicos de Múnich 1972 ganó la medalla de oro en los 200 metros mariposa, además batiendo el récord del mundo con 2:15.57 segundos, por delante de sus dos paisanas estadounidenses Lynn Colella  y Ellie Daniel (bronce con 2:16.74 segundos).